# Kosta Nađ
Kosta Nađ o Kosta Nadj (cirílico serbio: Коста Нађ, húngaro: Nagy Kosta, nacido el 13 de mayo de 1911 en Petrovaradin, Imperio austro-húngaro, y fallecido el 19 de noviembre de 1986 en Belgrado, Yugoslavia) fue un militar que se distinguió como general del Ejército Partisano de Liberación Yugoslavo durante la Segunda Guerra Mundial. Participó también en la guerra civil española como miembro de las Brigadas internacionales.
Jugó un papel destacado en la liberación de Yugoslavia. Su tercer Ejército avanzó a través del país y penetró en Austria antes del fin de la guerra.
Nađ fue presidente de la Asociación de Veteranos de los partisanos yugoslavos de 1974 a 1981.

## Formación
Nacido en 1911 en el distrito de Petrovaradin de Novi Sad (Voivodina, entonces Imperio austrohúngaro) su familia debió desplazarse en su juventud a Zagreb por problemas económicos. Al morir sus padres ingresó en la Escuela Militar de Suboficiales de Bileća, en Herzegovina. Comenzó a tomar interés por la literatura y el movimiento obrero marxista. Al ser descubierto con libros marxistas, en 1932, fue detenido y condenado a dos años de prisión en Sarajevo. Logró escapar, para trasladarse de nuevo a Zagreb, donde vivió ilegalmente.
En Zagreb tomó contacto en el ilegal Partido Comunista de Yugoslavia. En 1936, al estallar la guerra civil española, se puso en contacto con Pavle Gregorić, quien organizó el envío de voluntarios yugoslavos a España para luchar junto al Bando republicano.

## Guerra civil española
En enero de 1937 cruzó ilegalmente la frontera e ingresó en territorio español, para incorporarse en marzo a las Brigadas Internacionales. Participó en la 35.ª División del Ejército Popular de la República en las batallas de Brunete y El Ebro (donde comandó el batallón Djuro Djakovic), siendo herido hasta en cuatro ocasiones, recibiendo el grado de capitán y siendo condecorado por la República española. Al final de la guerra, y dado que el Reino de Yugoslavia prohibió el regreso de los voluntarios yugoslavos al país, Nađ pasó, como varios cientos de yugoslavos, por varios campos de internamiento en Francia hasta que, en 1941, logró retornar a su país de origen.
Se da la circunstancia de que cuatro de los yugoslavos que combatieron en las Brigadas Internacionales acabaron dirigiendo los cuatro grupos del Ejército Partisano de Liberación que combatió a los nazis en la Segunda Guerra Mundial: Peko Dapčević el I, Koča Popović el II, Kosta Nađ el III, y Petar Drapšin el IV.

## Segunda Guerra Mundial
Kosta formó parte del primer grupo de Španaca ("españoles") que llegaron a Zagreb, el 16 de julio de 1941. En agosto, dirigió una insurrección en Karlovac, en el Estado Independiente de Croacia, contra la ocupación nazi. Hasta septiembre, participó en rebeliones similares en Topusko, Velika Kladuša, Gvozd y Drežnica.
A partir de octubre, asumió puestos de relevancia en el Ejército Partisano de Liberación Nacional, como jefe de Estado Mayor de la Bosanska Krajina. A partir de 1942, se convierte también en comandante de los cuerpos de Romanija, Jahorina y otras unidades en el este de Bosnia. 
Cuando el Comandante Supremo Josip Broz Tito asume el liderazgo de la reorganización partisana en Bosnia y Herzegovina, a principios de febrero de 1942, encomienda a Nađ el mando de todas las unidades en el oeste de Bosnia (desde Bosnia Central hasta el río Una). Hasta julio, las unidades bajo el mando de Kosta Nađ (alrededor de 14 000 soldados) liberaron un vasto territorio, vinculado con Dalmacia, Lika, Eslavonia y Banija. El 4 de noviembre, dirigió la más compleja operación desarrollada hasta ese momento por su unidad, la Ofensiva de Bihać, ciudad que cayó en poder de los partisanos, recibiendo el reconocimiento y alabanza de Tito.
Con la reorganización del ejército partisano, a principios de 1943, Kosta Nađ es puesto al mando del Cuerpo de Bosnia, y posteriormente del III cuerpo de ejércitos, que tendrá la misión de iniciar la liberación de Yugoslavia desde el este de Serbia. Ese año los alemanes comienzan una serie de ofensivas antipartisanas, que están a punto de aniquilar al alto mando y el grueso de sus unidades del sur de Bosnia y Montenegro en las batallas de Neretva y Sutjeska. Su 3.º Cuerpo de Partisanos es objeto en diciembre de la Sexta Ofensiva Antipartisana, que trataba de expulsarlo del este de Bosnia.
En 1944, miembros de la Liga de Comunistas de Yugoslavia se desplazaron a Novi Sad para entrevistarse con Nađ, con el objetivo de reclutar voluntarios de etnia húngara de la Voivodina para la causa partisana. Nació así el Batallón húngaro de Voivodina, siguiendo los pasos del Batallón húngaro de Eslavonia.
Desde el otoño de 1944, y durante el invierno de 1944 y 1945, el III Ejército al mando de Nađ inicia la llamada Ofensiva de Sirmia, que consiguió la liberación total de la Voivodina, Eslavonia y Baranya. En la parte final de la guerra, el Tercer Ejército alcanzó Batina, penetró rápidamente a través del Drava hacia Eslavonia, seguidamente irrumpió en territorio austríaco por Estiria para eliminar las últimas unidades enemigas en Klagenfurt, y el 15 de mayo liberó Celje y Maribor, ya en Eslovenia.

## Posguerra
Tras la liberación de Yugoslavia, Nađ ostentó una serie de altos cargos en el Ejército Popular Yugoslavo, y perteneció en cuatro ocasiones al Comité Central del Partido Comunista de Yugoslavia.
Murió el 19 de noviembre de 1986, a los 75 años, siendo enterrado en el cementerio Novo groblje de Belgrado. Entre otras condecoraciones, recibió la Orden de Héroe del Pueblo de Yugoslavia.